# Старочигольское сельское поселение
Старочигольское сельское поселение — муниципальное образование Аннинского района Воронежской области России.
Административный центр — село Старая Чигла.

## Население
| 2000 | 2005  | 2010 | 2012 | 2013 | 2014 | 2015 | 2016 | 2017 |
| ---- | ----- | ---- | ---- | ---- | ---- | ---- | ---- | ---- |
| 1291 | ↘1121 | ↘864 | ↘823 | ↘783 | ↘766 | ↘745 | ↘734 | ↘711 |
| 2018 | 2019  | 2020 | 2021 |      |      |      |      |      |
| ↘692 | →692  | ↗697 | ↘617 |      |      |      |      |      |

## Административное деление
Состав поселения:
- село Старая Чигла,
- село Загорщино.